# I'm with You (음반)
| 전문가 평가           | 전문가 평가 |
| 총 점수               | 총 점수     |
| 출처                  | 점수        |
| --------------------- | ----------- |
| AnyDecentMusic?       | 6.0/10      |
| 메타크리틱            | 63/100      |
| 평가 점수             |             |
| 출처                  | 점수        |
| AbsolutePunk          | 8/10        |
| AllMusic              | [ 6 ]       |
| Entertainment Weekly  | A           |
| Kerrang!              | [ 8 ]       |
| The Los Angeles Times | [ 9 ]       |
| Q                     | [ 10 ]      |
| Rolling Stone         | [ 11 ]      |
| Pitchfork             | 4.0/10      |
| Spin                  | 7/10        |
| Uncut                 | [ 14 ]      |

《I'm with You》는 미국의 록 밴드 레드 핫 칠리 페퍼스의 열 번째 스튜디오 음반이다. 이 음반은 워너 브라더스 레코드에 의해 2011년 8월 26일, 유럽에서, 미국에서 8월 29일에 발매되었다. 이 음반은 영국을 포함한 18개국에서 1위로 데뷔했으며, 미국과 캐나다에서는 2위로 데뷔했다.
릭 루빈이 프로듀싱한 《I'm with You》는 2006년 《Stadium Arcadium》 이후 밴드의 첫 번째 스튜디오 음반이자 2009년 존 프루시안테의 탈퇴 이후 기타리스트 조시 클링호퍼의 첫 번째 음반이다. 레드 핫 칠리 페퍼스와 프로듀서 루빈의 마지막 콜라보레이션이기도 한데, 루빈의 관계는 그들의 다섯 번째 스튜디오 음반인 《Blood Sugar Sex Magik》(1991년)으로 시작되었다. 이 음반은 대부분 호평을 받았으며, 많은 신인 멤버 조시 클링호퍼가 이 베테랑 그룹에 새로운 활력을 불어넣었다고 칭찬했다. 이번 음반에는 대체 1위 히트곡인 〈The Adventures of Rain Dance Maggie〉, 〈Monarchy of Roses〉, 〈Look Around〉, 〈Brendan's Death Song〉 등 4개의 싱글이 수록됐으며, 팬들이 투표한 응답에 힘입어 〈Did I Let You Know〉가 브라질에서 단독 발매됐다. 《롤링 스톤》 독자의 투표로 《I'm with You》를 2011년 8번째 베스트 음반으로 선정했으며, 그래미 어워드 최우수 록 앨범상에도 노미네이트되었다.

## 녹음 및 제작
이 음반은 릭 루빈이 프로듀싱을 맡았으며, 이 밴드가 《Californication》을 녹음했던 스튜디오와 샹그릴라에서 2010년 9월부터 2011년 3월까지 녹음 세션이 진행되었다. 루빈에 따르면, 밴드는 《Stadium Arcadium》(2006년)에 이어 두 번째 더블 음반을 발매하기에 충분한 자료를 녹음했지만, 결국 발매하지 않기로 결정했다. 루빈은 "우리가 가지고 있는 모든 자료를 공유하지 않는 것은 고통스러웠지만, 우리는 그것이 너무 많을 것이라고 느꼈습니다. 우리는 정말로 12곡이 되기를 원했지만 아무도 12곡에 동의하지 않았기 때문에 14곡이 되었습니다."라고 말했다. 채드 스미스는 "우리는 루빈과 훌륭한 작업 관계를 가지고 있습니다. 그는 20년 동안 우리와 함께 일해 왔습니다. 우리는 그가 다섯 번째 칠리 페퍼라고 느낍니다. 그는 우리가 사랑하고 신뢰하는 사람입니다."라고 말했다.
《I'm with You》는 아이튠즈를 통해 음반을 구매하는 아이튠즈 스토어 고객들에게 디지털 음질을 최적화하기 위해 특별히 마스터한 첫 번째 음반이라는 주장을 받았다. 그 음반은 고해상도 소스 오디오를 사용하여 마스터되었다. 그럼에도 불구하고 마스터링은 매우 크고 지나치게 압축되어 왜곡되어 《One Hot Minute》 이후 추세를 이어가고 있다.

## 커버 아트
2011년 6월 《스핀》과의 인터뷰에서 스미스는 논란이 많은 영국의 예술가 데미안 허스트가 음반 커버를 디자인할 것이라고 확인했다. 2011년 7월 5일, 커버 아트는 밴드의 우편물 목록을 통해 발매되었다. 앤서니 키디스는 이 음반의 커버 아트를 "이미지입니다. 예술이에요. 상징적이죠. 의미를 부여한 것은 아니지만 해석할 여지가 분명히 있다고 강조했습니다."라고 말했다.
플리의 딸 클라라 밸저리는 새 음반 발매까지 이어지는 밴드의 홍보 사진을 찍는 일에 관여해 왔다. 새로운 라인업의 첫 번째 사진은 대부분 발자리가 찍은 것이며, 그녀의 사진은 음반 삽화에 담겨 있다.
2011년 6월, 밴드의 로고와 8/30/11 로고가 새겨진 로봇의 암호화 테마의 거리 포스터와 예술작품이 로스앤젤레스 주변의 여러 곳에서 등장하기 시작했다. 그 당시 밴드의 경영진에 의해 이 예술품이 밴드나 음반 커버에 의해 발매되었다는 사실이 부인되었지만, 2011년 7월 14일, TMZ는 이 예술품이 이 새로운 음반의 글로벌 발매를 홍보하기 위해 이 밴드에 의해 승인되었다는 소식을 전했다. 이 작품의 배후에 있는 예술가는 미스터 브레인워시이다. 브레인워시는 밴드와 그의 작업이 끝나지 않았으며, 그는 그들과 함께 몇 가지 더 많은 프로젝트에 협력할 것이라고 주장한다.

## 발매 및 홍보
이 밴드의 공식 사이트는 2011년 8월 22일에 글로벌 리스닝 파티를 열었고, 그곳에서 그들은 전체 음반을 스트리밍했다. 전 세계의 다양한 라디오 방송국들이 같은 날짜에 음반 발매를 앞두고 트랙을 연주하기 시작했다. 이 정규 음반은 아이튠즈 스토어에서 무료로 스트리밍할 수 있게 되었다.
이 밴드는 2011년 8월부터 일련의 홍보 쇼와 출연을 시작했다. 2011년 8월 30일, 미국에서 음반이 발매된 후, 밴드는 《Red Hot Chili Peppers Live: I'm with You》라는 위성을 통해 전 음반 (〈Even You Brutus?〉 제외)을 순차적으로 공연했다.
스포츠 채널, ESPN과 그들의 많은 프로그램들은 8월과 9월에 걸쳐 다양한 클립, 코너, 광고에서 《I'm with You》의 노래를 특집으로 다루었다. NFL은 또한 주로 상업적인 휴식이나 타임아웃 기간 동안 경기장 전체에서 연주하기 전에 축구 경기 동안 이 음반의 곡을 사용했다. 2011년, 미국판 사이먼 코웰 리얼리티 쇼인 《더 엑스 팩터》는 〈Look Around〉를 이 쇼를 홍보하기 위한 초기 광고의 테마로 사용했다. 이 음반의 두 번째 싱글인 〈Monarchy of Roses〉는 닛산 엘그란드의 일본 자동차 광고에 사용되었다.
미국에서 《I'm with You》는 첫 주에 229,000장이 팔리면서 빌보드 200에서 2위로 데뷔했다. 이 음반은 71,000개의 음반을 판매하여 영국 음반 차트에서 1위를 차지하였고, 영국에서 네 번째로 1위를 하였다. 총 28,000장의 기록으로, 이 음반은 캐나다 음반 차트에서 2위를 차지했다. 국제적으로, 《I'm with You》는 데뷔하여 10개 이상의 국가에서 차트 1위를 차지했다.

## 곡 목록
모든 곡들은 앤서니 키디스, 플리, 채드 스미스 그리고 조시 클링호퍼에 의해 작사/작곡하였다.
| #   | 제목                                    | 재생 시간 |
| --- | --------------------------------------- | --------- |
| 1.  | 〈Monarchy of Roses〉                   | 4:12      |
| 2.  | 〈Factory of Faith〉                    | 4:21      |
| 3.  | 〈Brendan's Death Song〉                | 5:39      |
| 4.  | 〈Ethiopia〉                            | 3:50      |
| 5.  | 〈Annie Wants a Baby〉                  | 3:40      |
| 6.  | 〈Look Around〉                         | 3:27      |
| 7.  | 〈The Adventures of Rain Dance Maggie〉 | 4:43      |
| 8.  | 〈Did I Let You Know〉                  | 4:21      |
| 9.  | 〈Goodbye Hooray〉                      | 3:52      |
| 10. | 〈Happiness Loves Company〉             | 3:33      |
| 11. | 〈Police Station〉                      | 5:35      |
| 12. | 〈Even You Brutus?〉                    | 4:01      |
| 13. | 〈Meet Me at the Corner〉               | 4:22      |
| 14. | 〈Dance, Dance, Dance〉                 | 3:45      |

## 인증
| 국가                                                  | 인증     | 판매량/출하량 |
| ----------------------------------------------------- | -------- | ------------- |
| 아르헨티나 (CAPIF)                                    | 골드     | 20,000^       |
| 오스트레일리아 (ARIA)                                 | 플래티넘 | 70,000^       |
| 브라질 (Pro-Música Brasil)                            | 플래티넘 | 40,000*       |
| 캐나다 (뮤직 캐나다)                                  | 플래티넘 | 80,000^       |
| 덴마크 (IFPI Danmark)                                 | 골드     | 10,000^       |
| 프랑스 (SNEP)                                         | 플래티넘 | 100,000*      |
| 독일 (BVMI)                                           | 플래티넘 | 200,000^      |
| 그리스 (IFPI 그리스)                                  | 플래티넘 | 6,000^        |
| 아일랜드 (IRMA)                                       | 골드     | 7,500^        |
| 이탈리아 (FIMI)                                       | 플래티넘 | 60,000*       |
| 일본 (RIAJ)                                           | 골드     | 100,000^      |
| 네덜란드 (NVPI)                                       | 골드     | 25,000^       |
| 뉴질랜드 (RMNZ)                                       | 골드     | 7,500^        |
| 폴란드 (ZPAV)                                         | 플래티넘 | 20,000*       |
| 러시아 (NFPF)                                         | 골드     | 5,000*        |
| 스위스 (IFPI 스위스)                                  | 플래티넘 | 30,000^       |
| 영국 (BPI)                                            | 골드     | 100,000^      |
| 미국 (RIAA)                                           | 골드     | 500,000^      |
| *판매량을 기반으로 한 인증 ^출하량을 기반으로 한 인증 |          |               |